# AGASA
35°47′00″ пн. ш. 138°30′00″ сх. д. / 35.78333333° пн. ш. 138.5° сх. д.
AGASA (англ. Akeno Giant Air Shower Array, Акенський гігантський масив атмосферних злив) — масив детекторів частинок, призначених для вивчення походження космічних променів надвисокої енергії, який був створений з 1987 по 1991 рік і виведений з експлуатації в 2004 році. Він складався зі 111 сцинтиляційних детекторів і 27 мюонних детекторів, розташованих на площі 100 км2 і керувався Інститутом дослідження космічних променів Токійського університету в обсерваторії Акено.

## Результати
Результати AGASA були використані для розрахунку енергетичного спектру та анізотропії космічних променів. Результати допомогли підтвердити існування космічних променів надвисоких енергій (>5·1019 еВ) і довести, що, наприклад спостережувана в експерименті Fly's Eye частинка Oh-My-God, ймовірно, є не помилкою експерименту, а лише однією з таких надвисокоенергетичних частинок.
Telescope Array, об'єднання груп AGASA та High Resolution Fly's Eye (HiRes), а також обсерваторія П'єра Оже покращили результати AGASA, створивши більші гібридні детектори та зібравши більшу кількість точніших даних.